# Crioscòpia

Crioscopi manual

La crioscòpia és la determinació del descens del punt de congelació d'un líquid a causa de la presència d'una substància dissolta. La mesura de les temperatures de congelació de les dissolucions s'anomena criometria.
La crioscòpia es basa en el fenomen del descens crioscòpic que és un descens que es produeix en el punt de congelació d'un dissolvent quan té dissolt un solut. L'equació del descens crioscòpic es deu al químic francès François Marie Raoult i data del 1887.
On:
- ΔTc és la diferència entre la temperatura de congelació de la dissolució i la temperatura de congelació del dissolvent pur.
- kc és la constant crioscòpica, una constant que és característica del dissolvent.
- m és la molalitat del solut, és a dir els mols de solut per quilogram de dissolvent. La concentració s'expressa en molalitat perquè és més pràctic a l'hora de realitzar mesures, encara que per a ser precisos s'hauria d'expressar en funció de la fracció molar com ho demostrà Raoult.[2]

Una aplicació d'aquesta tècnica és la determinació de masses moleculars. Conegudes les propietats del dissolvent, a partir del descens crioscòpic es dedueix la molalitat i, a partir d'aquesta, si es coneix la massa del solut dissolta per quilogram de dissolvent, es pot obtenir la massa molecular del solut. Per dur a terme aquesta tècnica s'empren uns aparells, els crioscopis, que incorporen un termistor que permet apreciar fraccions molt petites de grau en la zona de la temperatura de congelació.
La massa molecular s'obté de la següent manera a partir de l'equació de Raoult:
on el subíndex 1 correspon al dissolvent i el 2 al solut. n₂ són el nombre de mols de solut, m₂ és la massa del solut expressada en grams, M₂ és la massa molecular del solut, i m1 és la massa del dissolvent en quilograms. Aïllant M₂ queda: